# 托古乡
托古乡，是中华人民共和国黑龙江省大庆市肇州县下辖的一个乡镇级行政单位。

## 行政区划
托古乡下辖以下地区：
托古村、新安村、宜林村、双利村、大沟村、富海村和长德村。